# Yalınkavak
Yalınkavak (kurdisch Baxmîs) ist ein Dorf im geographischen Gebiet Südostanatolien in der Republik Türkei. Yalınkavak liegt im Landkreis Beşiri der Provinz Batman, ca. 14 km südöstlich von Beşiri auf 850 m über dem Meeresspiegel. Der ursprüngliche Ortsname lautete Bahıms.

## Bevölkerung
| Bevölkerungsanzahl nach Jahr | Bevölkerungsanzahl nach Jahr |
| ---------------------------- | ---------------------------- |
| 2009                         | 309                          |
| 2000                         | 345                          |
| 1990                         | 745                          |